# ウェイン郡 (ユタ州)
ウェイン郡（英: Wayne County）は、アメリカ合衆国ユタ州の南東部に位置する郡である。2010年国勢調査での人口は2,778人であり、2000年の2,509人から10.7％増加した。郡庁所在地はロア（人口572人）であり、同郡で人口最大の町でもある。1892年にパイユート郡から分離して設立され、郡名は憲法制定会議の代議員を務めた者から採られており、馬に引き摺られて死んだその息子を慰霊するものである。

## 地理
アメリカ合衆国国勢調査局に拠れば、郡域全面積は2,466平方マイル (3,946 km2)であり、このうち陸地は2,460平方マイル (3,936 km2)、水域は6平方マイル (10 km2)で水域率は0.25％である。キャニオンランズ国立公園の峡谷を流れるグリーン川が郡東部境界になっている。サンラファエル砂漠が郡中央部にある。サウザンドレイク山とボルダー山が郡西端のラビット・バレーの側面にあり、そこの美しい森林は東の砂漠と対照的である。少ない郡の人口はラビット・バレーを中心に集まり、人口200人の町ハンクスビルだけがヘンリー山の北、グレイブス・バレーにある。郡内にはキャピトル・リーフ国立公園もある。

### 隣接する郡
- エメリー郡 - 北、東
- ガーフィールド郡 - 南
- パイユート郡 - 西
- サンフアン郡 - 東
- セビア郡 - 北西

### 国立保護地域
- キャニオンランズ国立公園（部分）
- キャピトル・リーフ国立公園（部分）
- ディキシー国立の森（部分）
- フィッシュレイク国立の森（部分）
- グレンキャニオン国立レクリエーション地域（部分）

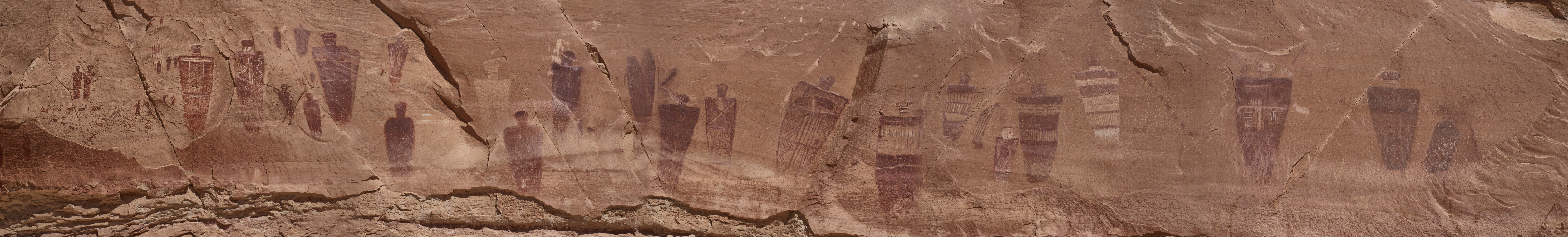
キャニオンランズ国立公園にあるグレート・ギャラリーのパノラマ

## 人口動態

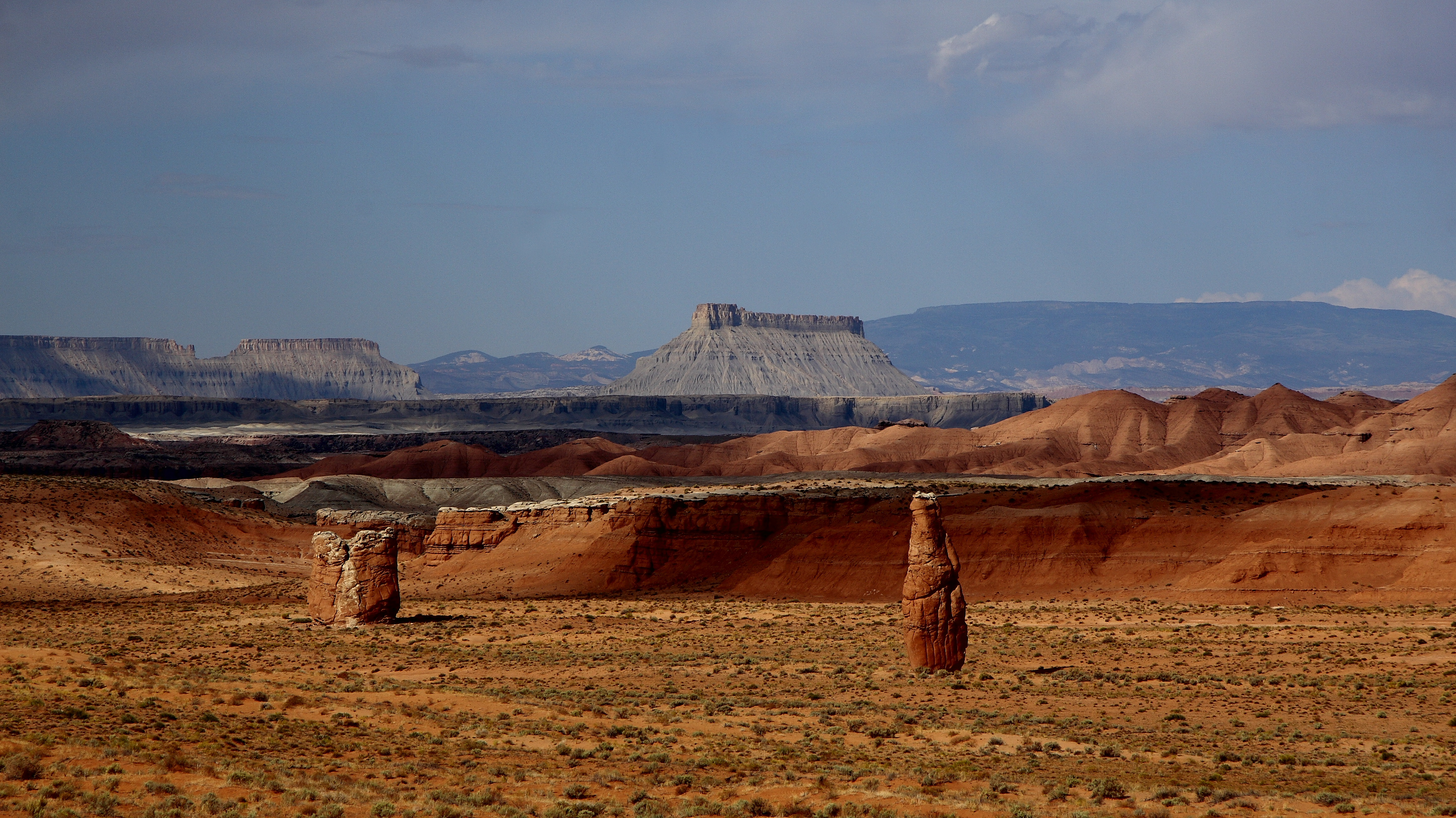
州道24号線から見るハンクスビルの北、背景はファクトリー・ビュート

以下は2000年国勢調査による人口統計データである。
| 基礎データ - 人口: 2,509人 - 世帯数: 890 世帯 - 家族数: 669 家族 - 人口密度: 0人/km2（1人/mi2） - 住居数: 1,329軒 - 住居密度: 0軒/km2（0軒/mi2） 人種別人口構成 - 白人: 97.29% - アフリカン・アメリカン: 0.16% - ネイティブ・アメリカン: 0.36% - アジア人: 0.08% - 太平洋諸島系: 0.16% - その他の人種: 1.24% - 混血: 0.72% - ヒスパニック・ラテン系: 1.99% 年齢別人口構成 - 18歳未満: 32.4% - 18-24歳: 8.1% - 25-44歳: 22.5% - 45-64歳: 22.6% - 65歳以上: 14.4% - 年齢の中央値: 34歳 - 性比（女性100人あたり男性の人口） - 総人口: 103.5 - 18歳以上: 103.5 | 世帯と家族（対世帯数） - 18歳未満の子供がいる: 36.2% - 結婚・同居している夫婦: 66.5% - 未婚・離婚・死別女性が世帯主: 5.3% - 非家族世帯: 24.8% - 単身世帯: 21.5% - 65歳以上の老人1人暮らし: 9.6% - 平均構成人数 - 世帯: 2.81人 - 家族: 3.31人 収入と家計 - 収入の中央値 - 世帯: 32,000米ドル - 家族: 36,940米ドル - 性別 - 男性: 26,645米ドル - 女性: 20,000米ドル - 人口1人あたり収入: 15,392米ドル - 貧困線以下 - 対人口: 15.4% - 対家族数: 12.7% - 18歳未満: 22.1% - 65歳以上: 8.2% |

## 都市と町

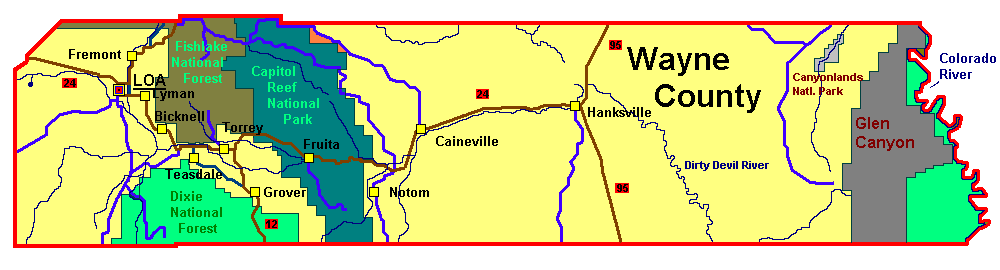
郡の地図

- ロア - 郡庁所在地
- ビックネル
- ケインビル
- フレモント
- グロバー
- ハンクスビル
- ライマン
- ティーズデール
- トーリー